# ز
‎（阿拉伯语：‎）是阿拉伯字母中的第11個字母。

## 概要

### 字源
源於腓尼基字母𐤆，與希伯來字母「ז」、希臘字母的「Ζ」、拉丁字母的「Z」和西里爾字母的「З」同源。與「ر」的差別僅在點的有無。

### 讀音
在現代標準阿拉伯語中發音為濁齒齦擦音/z/。

### 字體變化
依據字母在詞語位置的不同，其書寫形式也會有所變化：
| 在词语中的位置：        | 独立 | 尾部 | 中部 | 首部 |
| ----------------------- | ---- | ---- | ---- | ---- |
| 誊抄体： （显示异常？） | ز‎    | ـز‎   | ـز‎   | ز‎    |
| 波斯体： （显示异常？） | ز‬    | ـز‬   | ـز‬   | ز‬    |